# Naji Abu Nowar
Naji Abu Nowar, né en 1981, est un réalisateur, scénariste et producteur jordanien.

## Filmographie

### Comme réalisateur et scénariste
- 2009 : Death of a Boxer
- 2014 : Theeb

## Récompenses et distinctions
- British Academy Film Awards 2016 : Meilleur nouveau scénariste, réalisateur ou producteur britannique pour Theeb